# Rimaconus
Rimaconus — рід грибів родини Pyrenulaceae. Назва вперше опублікована 2001 року.